# Halowe mistrzostwa Polski w lekkiej atletyce masters
Halowe mistrzostwa Polski w lekkiej atletyce masters (wcześniej: Halowe mistrzostwa Polski weteranów w lekkiej atletyce) – mistrzostwa kraju w lekkiej atletyce masters w hali organizowane corocznie przez Polski Związek Lekkiej Atletyki Masters.
Pierwsze zawody odbyły się w lutym 1991 roku w Grudziądzu. Od tego samego roku organizowana jest też edycja mistrzostw na otwartym stadionie.
W zawodach występować mogą zawodnicy, którzy ukończyli 35. rok życia. Rywalizują w kategoriach wiekowych zgrupowanych co 5 lat. Zawody rozgrywane są w konkurencjach (według stanu na 2023): biegi na: 60 m, 200 m, 400 m, 800 m, 1500 m, 3000 m, 60 m ppł, chód na 3000 m, skok w dal, skok wzwyż, skok o tyczce, trójskok, pchnięcie kulą i rzut ciężarkiem.

## Edycje mistrzostw
| Edycja | Rok  | Gospodarz | Data      | Liczba zawodników |
| ------ | ---- | --------- | --------- | ----------------- |
| 1      | 1991 | Grudziądz | 23 lutego | b.d.              |
| 2      | 1992 | Grudziądz | 22 lutego | 21                |
| 3      | 1993 | Grudziądz | 13 lutego | 39                |
| 4      | 1994 | Grudziądz | 26 lutego | 98                |
| 5      | 1995 | Grudziądz | 25 lutego | 67                |
| 6      | 1996 | Grudziądz | 24 lutego | 72                |
| 7      | 1998 | Grudziądz | 14 lutego | 58                |
| 8      | 1999 | Grudziądz | 22 lutego | 85                |
| 9      | 2000 | Grudziądz | 4 marca   | 140               |
| 10     | 2001 | Warszawa  | 17 lutego | 116               |
| 11     | 2002 | Grudziądz | 2 marca   | 100               |
| 12     | 2003 | Grudziądz | 22 lutego | 97                |
| 13     | 2004 | Grudziądz | 14 lutego | 99                |
| 14     | 2005 | Grudziądz | 19 lutego | 114               |
| 15     | 2006 | Grudziądz | 4 marca   | 129               |
| 16     | 2007 | Grudziądz | 3 marca   | 157               |
| 17     | 2008 | Grudziądz | 1 marca   | 163               |
| 18     | 2009 | Spała     | 7 marca   | 171               |
| 19     | 2010 | Spała     | 13 marca  | 209               |
| 20     | 2011 | Spała     | 26 lutego | 177               |
| 21     | 2012 | Spała     | 17 marca  | 213               |
| 22     | 2013 | Spała     | 2 marca   | 251               |
| 23     | 2014 | Spała     | 15 lutego | 238               |
| 24     | 2015 | Toruń     | 28 lutego | 329               |
| 25     | 2016 | Toruń     | 12 marca  | 331               |
| 26     | 2017 | Toruń     | 25 lutego | 398               |
| 27     | 2018 | Toruń     | 24 lutego | 427               |
| 28     | 2019 | Toruń     | 23 lutego | 434               |
| 29     | 2020 | Toruń     | 22 lutego | 488               |
| 30     | 2021 | Toruń     | 13 marca  | 543               |
| 31     | 2022 | Toruń     | 12 lutego | 458               |
| 32     | 2023 | Toruń     | 4 marca   | 550               |
| 33     | 2024 | Toruń     | 24 lutego | 490               |
| 34     | 2025 | Toruń     | 8 lutego  | 489               |